# SAP AG
SAP SE je najveća evropska softverska kompanija i treća po veličini u svetu (posle Microsoft-a i IBM-a) sa sedištem u Nemačkoj u Valdorfu. SAP je najveća kompanija koja nudi ERP rešenja sa 9,4 milijarde dolara prihoda i 91.000 zaposlenih.

## Istorijat
SAP su osnovali 1972. godine, kao   petorica inženjera IBM-a, u Manhajmu (Dietmar Hopp, Hans-Werner Hector, Hasso Plattner, Klaus Tschira i Claus Wellenreuther). Akronim je nešto kasnije promenjen u   u prevodu Sistemi, Aplikacije i Proizvodi u Data Processing-u. 1976. sedište kompanije se prebacuje u Valdorf, gde se i danas nalazi.
SAP je postao lider na polju kompleksnih poslovnih aplikativnih rešenja za veliki broj industrijskih grana, što dokazuje 12 miliona ljudi koji ga koriste, 84.000 instalacija i 1.500 partnera.

## Proizvodi
Glavni proizvod SAP-a je MySAP ERP (rešenje pruža kompletan set funkcionalnosti za poslovnu analitiku, finansije, upravljanje kadrovskim resursima logistiku i korporativne servise) koji se razvio iz SAP R/3 rešenja.
Drugi bitni proizvod SAP-a su 

### 
Ovo su prilagodljiva poslovna rešenja koja omogućavaju optimizaciju kritičnih poslovnih procesa. Izgrađen na SAP NetWeaver platformi, uključuju mySAP Customer Relationship Management, mySAP Product Lifecycle Management, mySAP Supply Chain Management, i mySAP Supplier Relationship Management
Set aplikacija koje se izvršavaju nad postojećim heterogenim sistemima tako što ih integrišu u celovite poslovne sisteme koji olakšavaju efikasnije upravljanje. 
Ovo je softversko rešenje za rad u realnom vremenu i efikasnije i brže prilagođavanje promenama na tržištu. 
Tehnička osnova za mySAP Business Suite i SAP xApps, koja donosi kompletnu, otvorenu i fleksibilnu infrastrukturu i omogućava lako integrisanje SAP i ne-SAP aplikacija.

## Spoljašnje veze
Mediji vezani za članak SAP AG na Vikimedijinoj ostavi

- Zvanični veb-sajt